# Malekula

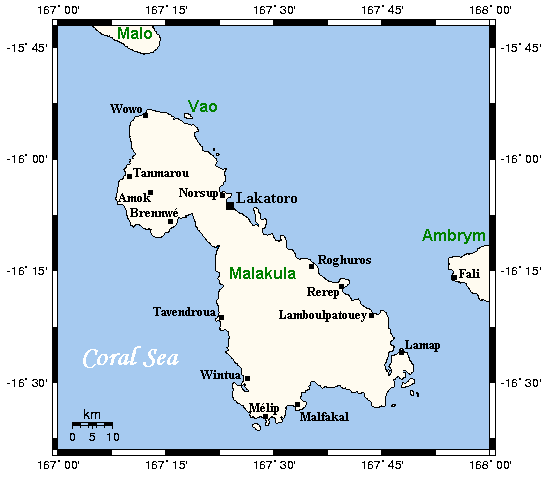
Malekula térképe

Malekula Vanuatu második legnagyobb szigete, Malakula vagy Mollicolo néven is ismert. Területe 2041 km². A legnagyobb szigettől, Espiritu Santo-tól a Bougainville-szoros választja el.  Legnagyobb magassága 879 méter, a csúcs neve Mt. Liambele.

## Fordítás
Ez a szócikk részben vagy egészben  a   Malakula című angol Wikipédia-szócikk fordításán alapul.  Az eredeti cikk szerkesztőit annak laptörténete sorolja fel. Ez a jelzés csupán a megfogalmazás eredetét és a szerzői jogokat jelzi, nem szolgál a cikkben szereplő információk forrásmegjelöléseként.